# ВНИИАЭС
АО «Всероссийский Научно-исследовательский институт по эксплуатации атомных электростанций» (ВНИИАЭС) — научно-исследовательская и проектно-конструкторская организация, выполняющая работы в атомной энергетике:
- по научно-техническому обеспечению эксплуатации атомных станций ОАО «Концерн Росэнергоатом», направленные на повышение надежности, безопасности и экономичности энергоблоков АЭС,
- по разработке интеллектуальных систем, программно-технических комплексов, тренажеров, АСУ ТП, систем технической диагностики,
- по разработке систем управления техническими требованиями, виртуальному моделированию АЭС для новых проектов ВВЭР (Архитектор-Инженер проекта ВВЭР-ТОИ)[2].

ВНИИАЭС находится рядом с м. Юго-Восточная на улице Ферганская, д. 25, в Москве.

## История
В 1974 году приказом Министра Минэнерго СССР создано научно-производственное объединение «Энергия» (НПО «Энергия») на базе МГДУ Главатомэнерго, Перловского опытного завода и треста «Энергомеханизация».
Атомная тематика работ НПО «Энергия» тогда включала в себя 7 направлений:
- обеспечения надёжной и безопасной эксплуатации АЭС;
- оптимизация топливных циклов;
- разработка методов и средств периодического контроля металла и сварных соединений оборудования и трубопроводов АЭС;
- совершенствование водных режимов АЭС;
- создание тренажеров для подготовки оперативного персонала АЭС;
- исследование свойств материалов, используемых в работающих и проектируемых АЭС при воздействии излучения, температуры и давления;
- нестандартное оборудование для АЭС.

В этом же году начинает строиться высотное здание — первый корпус.
В 1975 году Первым заместителем по атомной тематике стал д.т. н., профессор Ибрагимов Марат Хаджи-Галиевич.
В 1979 году Постановлением Правительства СССР образован Всесоюзный научно-исследовательский институт по эксплуатации атомных электростанций (ВНИИАЭС). ВНИИАЭС стал головной структурной единицей НПО «Энергия» со своими филиалами: Филиал ВНИИАЭС в г. Ереване, Филиал ВНИИАЭС — "Электрогорская научно-испытательная станция НПО «Энергия».
В 1983 году ОКБ «Горизонт» выделилось из НПО «Энергия» в самостоятельное предприятие (МГД-тематика).
В 1991 году ВНИИАЭС НПО «Энергия» лишился своего филиала в г. Ереван в связи с распадом СССР.
В 1992 году опытный завод экспериментального и технического машиностроения выделился в самостоятельное предприятие. ВНИИАЭС стал правопреемником НПО «Энергия» и стал называться Всероссийским научно-исследовательским институтом по эксплуатации атомных электростанций.
В 2004 году произошло акционирование, институт стал именоваться как АО «ВНИИАЭС».

## Структура (отделы) АО «ВНИИАЭС»

### ВНИИАЭС НТП (научно-техническая поддержка)

#### Отделение НТП № 1
- Отдел нейтронно-физических расчетов и топливоиспользования реакторов ВВЭР
- Департамент научного руководства пуском энергоблоков АЭС с ВВЭР
- Департамент научно — технической поддержки и эксплуатации АЭС
- Отдел конструкционной прочности и прочностной надежности АС
- Отдел исследований, поддержки эксплуатации и безопасности АЭС в маневренных режимах
- Департамент поддержки проектирования, строительства и эксплуатации АЭС

#### Отделение НТП № 2
- Метрологическая служба
- Отдел стандартизации и качества
- Департамент сопровождения эксплуатации электротехнического оборудования АЭС
- Департамент технологических режимов АЭС с ВВЭР
- Управление по работе с филиалами и внедрению перспективных технологий на площадках АЭС

#### Отделение НТП № 3
- Департамент научно-технического сопровождения эксплуатации АЭС с РБМК
- Департамент технологий и контроля водно-химических режимов АЭС
- Департамент анализа опыта эксплуатации АЭС
- Отдел системного анализа надежности АЭС
- Группа физической защиты, учёта и контроля ядерных материалов
- Группа контроля инженерно-технических средств защиты строящихся АЭС

#### Отделение управления ресурсом АЭС
- Отдел разработки и сопровождения документации и технологии по обеспечению работоспособности элементов АЭС
- Департамент диагностики оборудования
- Департамент неразрушающего контроля и ресурса
- Департамент научно-технической поддержки технического обслуживания и ремонта
- Отдел превентивных методов защиты металла оборудования и трубопроводов АЭС
- Лаборатория перспективных исследований

#### Отделение РБ, РАО и ОЯТ, вывода из эксплуатации
- Департамент радиационной безопасности, экологии и охраны труда АС
- Департамент вывода из эксплуатации атомных электростанций
- Департамент по обращению с радиоактивными отходами АЭС

### Филиалы ВНИИАЭС
- Волгодонский филиал АО «ВНИИАЭС»
- Калининский филиал АО «ВНИИАЭС»
- Нововоронежский филиал АО «ВНИИАЭС»
- Курский филиал АО «ВНИИАЭС»
- Ленинградский филиал АО «ВНИИАЭС»

## Директора АО «ВНИИАЭС»
В 1974 году директором НПО «Энергия» назначен Башилов Владимир Анимпадистович, Главный конструктор МГДУ.
В 1975 году директором НПО «Энергия» назначен член-корреспондент АН СССР Субботин Валерий Иванович.
В мае 1984 года генеральным директором НПО «Энергия» — директором ВНИИАЭС утверждён Абагян Армен Артаваздович. 18 ноября 2005 года погиб во время пожара.
С 2006 по 2014 год Генеральный директор АО «ВНИИАЭС» Аркадов Геннадий Викторович
С 12 декабря 2013 г. по 24 февраля 2014 г. должность исполняющего обязанности Генерального директора исполнял Лупишко Анатолий Николаевич.
С 24 февраля 2014 г. должность Генерального директора АО «ВНИИАЭС» занимает Тухветов Фарит Тимурович.